# Akitsugu Amata
Akitsugu Amata (天田 昭次, Amata Akitsugu), aussi connu sous le nom Seiichi Amata (天田 誠一, Amata Seiichi), né le 4 août 1927 – mort le 5 juillet 2013, est un forgeron japonais.

## Biographie
Amata suit les traces de son père Amata Sadayoshi dans le métier de fabricant d'épées après la mort de Sadayoshi en 1937 et s'installe à Tokyo en provenance de son village natal de la préfecture de Niigata afin de s'inscrire dans une école spécialisée dans la fabrication des épées. Cette école, la Nihonto Tanren Denshu Jo, est dirigée par le fameux Kurihara Hikosaburo qui à l'origine emploie Amata comme masseur avant de lui enseigner les bases de la fabrication d'épée lorsque le garçon a  treize ans. Amata travaille à l'école de Kurihara pendant les six années qui suivent.
Après avoir quitté Tokyo, Amata retourne à son village natal. Il y réside depuis, affirmant que l'eau et de l'argile de l'endroit (qui contient une grande quantité d'oxyde de fer) sont très appropriés pour le yaki-ire (processus de durcissement) de fabrication de l'épée. Il fonde également son propre acier tamahagane  à domicile.
Après la Seconde Guerre mondiale, les forces américaines d’occupation interdisent la fabrication des épées traditionnelles au Japon. Lorsque l'interdiction est partiellement levée, Amata se voit attribuer une licence officielle de forgeron par le Comité de protection des biens culturels en 1954. Cette même année il remporte le prix Yushu-wo au premier concours national de forge d'épées.
Une maladie à l'âge de 33 ans rend Amata invalide pendant huit ans. Cependant, après son rétablissement, il remporte le prix Masamune (la plus haute distinction) à la nouvelle exposition d'épées katana en 1968. Il remporte également la même récompense aux concours de forge d'épées en 1977, 1985 et 1996. En 1997 il est nommé Trésor national vivant du Japon,.
Amata a présidé l'« Association des forgerons du Japon »  et a été directeur de la Nihon Bijutsu Token Hozon Kyokai.

## Source de la traduction
- (en) Cet article est partiellement ou en totalité issu de l’article de Wikipédia en anglais intitulé « Akitsugu Amata » (voir la liste des auteurs).